# François de Nesmond

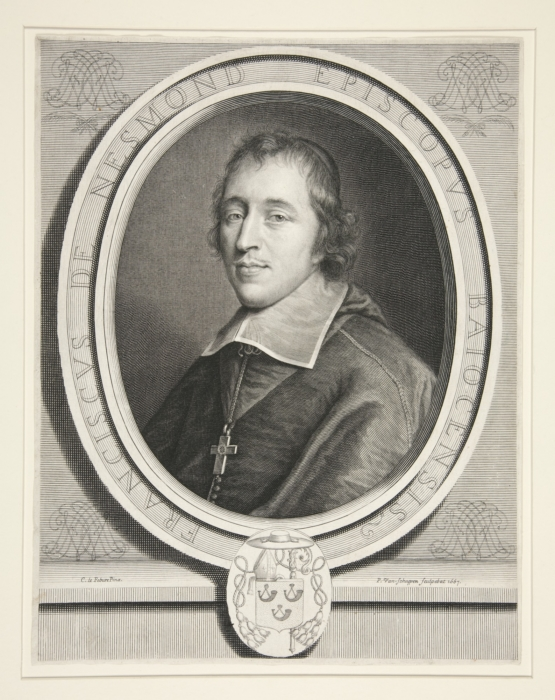
François de Nesmond

François de Nesmond (* 31. August 1629 in Paris; † 16. Juni 1715 in Bayeux) war ein französischer Bischof.

## Leben

### Herkunft und Familie
François de Nesmond war der Spross einer ursprünglich aus Angoulême stammenden Familie, die über Paris nach Bordeaux gekommen war und dort innerhalb von zwei Generationen zum höchsten Amt am Parlement (Gerichtshof) aufgestiegen war. Nesmonds Großvater André de Nesmond war von 1611 bis 1616 Erster Präsident des Parlements gewesen. Sein Vater François-Théodore de Nesmond hatte eine Karriere in Paris verfolgt, war 1629 Intendant des Fürsten Condé geworden und hatte seinen weiteren Aufstieg durch die Heirat mit Anne de Lamoignon, einer Tochter seines Vorgängers im Amt des Président à mortier, Chrêtien de Lamoignon, befördert. Als Präsident eines frondistischen Rumpf-Parlements spielte er 1652 eine nicht unbedeutende Rolle während der sog. Fronde. Der Marinebefehlshaber André de Nesmond (1641–1702) und der Bischof Henri de Nesmond (1652–1727) waren François’ Vettern.

### Studium und erste Priesterjahre bis zur Bischofsernennung
Nesmond wurde 1629 in Paris geboren, wo sein Vater im selben Jahr Intendant im Heer Condés wurde, und in der Pfarrei Saint-Jacques-la-Boucherie getauft. Er besuchte das jesuitische Collège de Clermont (heute Lycée Louis-le-Grand) und studierte am Collège de Navarre. Theologie studierte er bei Gaston Chamillard an der Sorbonne, erwarb 1652 ein Lizentiat und wurde am 6. Mai 1654 zum Doktor der Theologie promoviert. Im folgenden Jahr nahm er als Deputierter an der Nationalversammlung des französischen Klerus (Assemblée du clergé) teil und war dort Mitglied der Kommission zur Untersuchung der fünf jansenistischen Propositionen.
Nachdem er am Fest Mariä Himmelfahrt desselben Jahres seine Primiz gefeiert hatte, war er am Seminar von St-Nicolas-du-Chardonnet tätig und in Saint-Lazare unter Vinzenz von Paul. Als Pfründe erhielt er vom König 1646 das Cluniazenserpriorat La Voulte im Bistum Saint-Flour und die Augustinerabtei Mauléon im Bistum La Rochelle in Kommende, 1647 die Maurinerabtei Saint-Pierre de Chézy im Bistum Soissons.
Schon 1659 von Kardinal Mazarin zum Bischof der Diözese Bayeux ausersehen, wegen einer Streitigkeit der Kardinäle Maidalchini und Ursino über eine auf dem Bistum lastenden Rente von 11.000 Livres aber erst am 8. August 1661 vom Papst im Konsistorium präkonisiert, wurde Nesmond am 19. März 1662 in der Kapelle der Sorbonne von seinem Metropoliten, Erzbischof François de Harlay von Rouen, geweiht. Weiheassistenten waren Altbischof Claude Auvry von Coutances und François de Clermont-Tonnerre, Bischof und Graf von Noyon.
Sein Bistum ließ Bischof Nesmond am 19. April 1662 durch seinen früheren Präzeptor Jean Ratier, Priester der Diözese Agen, per procurationem in Besitz nehmen; er selbst hielt erst am 15. Mai seinen feierlichen Einzug in die Kathedrale, der er zu dieser Gelegenheit eine silberne Statue des hl. Exuperius von Bayeux und eine der Jungfrau Maria  stiftete.

### 53 Jahre Bischof von Bayeux
Auf seiner ersten Diözesansynode, die er schon am 24. Mai 1662 abhielt, erneuerte er die Statuten seines Vorgängers François Servien und fügte weitere hinzu (Abdruck bei Hermant). Nachdem durch den Tod des Kardinals Ursino die auf dem Bistum liegende Rente erloschen war, resignierte er die ihm vom König verliehenen Klöster in die Hände des Papstes. Am 29. September 1663 reformierte er das Kloster Saint-Étienne in Caen, das er der Kongregation von Saint-Maur übergab. Das Brevier der Diözese ließ er überarbeiten, vor allem alle apokryphen Legenden beseitigen und es 1665 in einer neuen Ausgabe veröffentlichen. Er führte spirituelle Exerzitien ein, die mit den von Jean Eudes, dem Begründer der Eudisten, begründeten Diözesanmissionen verschmolzen, und gründete 1666 in Bayeux ein Krankenhaus für die Armen. Im selben Jahr wurde durch die Stiftung des Kanonikers Gilles Buhot (1602–1674), den Nesmond auch zum Direktor bestellte, ein weiteres Seminar in Bayeux gegründet.
Aufmerksamkeit widmete Nesmond auch der aus neun Pfarreien bestehenden Exemption Cambremer in der Diözese Lisieux, deren von seinem Vorgänger zum Generalvikar bestellten Zisterzienserabt Dominique Georges er im Amt bestätigte. Die 1650 von Georges begründeten geistlichen Konferenzen übernahm Nesmond für die gesamte Diözese, um so für eine bessere Bildung der Diözesanpriester zu sorgen. Am 15. April 1706 ließ er in einem Hirtenbrief die 1705 von Papst Clemens XI. erlassene antijansenistische Bulle Vineam Domini in der Diözese verkünden und seine Geistlichen das Formular Papst Alexanders VII. unterschreiben. Dabei scheute er sich nicht, gegen einzelne Verweigerer hart vorzugehen. Mit Entschlossenheit wandte er sich gegen einige weltliche Grundbesitzer, die seine Landpfarrer bedrängten, und gegen die Protestanten; von achtzehn protestantischen Gotteshäusern, die zu Beginn seiner Amtszeit in der Diözese existierten, ließ er dreizehn abreißen. 
Voller Güte („Plein de bienfaisance“) sorgte er für die Bedürftigen, ließ Frauenhäuser errichten und eine große Zahl junger Menschen in den Seminaren in Bayeux, Caen und La Délivrande auf seine Kosten unterhalten. 1662 feierte Bischof Nesmond in der Kapelle der Salesianerinnen (Orden der Heimsuchung) die Seligsprechung des heiligen Franz von Sales und weihte dort 1668 die neugebaute Kapelle, neun Jahre später in Vire die der Kapuziner ebenso wie die Kapuzinerkirche in Bayeux. 1677 segnete er die Seminarkapelle in Caen, die er 1685 weihte, und ließ im folgenden Jahr den Bischofspalast in Caen wieder aufbauen. 1682 übergab er die Leitung des Priesterseminars in Bayeux den Priestern der Kongregation der Mission des hl. Vinzenz von Paul (Lazaristen oder Vinzentiner). Auch an mehreren Bischofsweihen war er beteiligt. So weihte er 1671 Jean-François de Gaillard zum Bischof von Apt und war 1682 Mitkonsekrator bei der Weihe des Bischofs von Gap, Victor de Méliand, und der Weihe des Koadjutors von Rouen, Jacques-Nicolas Colbert, zum Erzbischof von Karthago in partibus. 1677 benedizierte er in Caen den Kommendatarabt Nicolas Druel von Notre-Dame-du-Val.
Am 20. April 1693 legte Bischof Nesmond den Grundstein für das neue große Priesterseminar in Bayeux und assistierte am 30. Juni 1699 bei der Provinzsynode in Gaillon (südlich von Rouen).

### Tod und Bestattung
Er starb am 16. Juni 1715 in Bayeux als Doyen des französischen Episkopats. Sein Leichnam wurde in der Kathedrale bestattet, neben dem Patriarchen von Jerusalem, Louis de Harcourt, sein Herz in der Kapelle des Priesterseminars, seine Eingeweide im Allgemeinen Krankenhaus. Seine Möbel hatte er seinem Cousin Henri de Nesmond, Bischof von Albi, vermacht, sein Geldvermögen den Armen der Diözese.
1661 als einer der letzten von Mazarin ernannten Bischöfe ins Amt gekommen und drei Monate vor Ludwig XIV. verstorben, währte seine Amtszeit 53 Jahre. Deshalb war die Diözese Bayeux das einzige französische Bistum, das niemals durch König Ludwig XIV. besetzt wurde.